# Wall to Wall
«Wall to Wall» es una canción del cantante estadounidense de R&B Chris Brown, lanzada como primer sencillo de su segundo álbum de estudio, Exclusive. Fue producida por Swizz Beatz y Sean Garrett, y escrita por W. Scott y Garrett.

## Videoclip
El videoclip es una imitación de la película de 1998 Blade, pero es un tributo al videoclip Thriller de Michael Jackson. Muestra a Chris siendo mordido por una atractiva vampiresa (Suelyn Medeiros), quien aparece en su coche. Él la sigue a una especie de castillo donde realiza un baile. El video acaba con Chris mirando su coche en lo alto de una colina, dando a entender que todo había sido una fantasía. Pero cuando entra en el coche, la vampiresa está a su lado, haciendo real la fantasía. Sean Garrett hace un cameo al final del video. Existe un video para el remix oficial de la canción, que cuenta con la colaboración del rapero Jadakiss.

## Lista de canciones

### Descarga digital
1. «Wall to Wall» – 3:48

### Maxisencillo
1. «Wall to Wall» – 3:48
2. «Wall to Wall» (Instrumental) – 3:48
3. «Wall to Wall» (Remix) (con la colaboración de Jadakiss) – 4:30
4. «Wall to Wall» (Mike D remix; con la colaboración de Elephant Man) – 3:43
5. «Wall to Wall» (Video oficial)

## Posición en listas
El sencillo debutó en la posición 96 del Billboard Hot 100 el 5 de junio de 2007, y su máxima posición fue la 79 el 19 de junio. El 5 de junio llegó al número 22 en el Hot R&B/Hip-Hop Songs, convirtiéndose en su primer sencillo que no entra en el top 10 de esa lista. El 20 de noviembre de 2007 la canción debutó en el Billboard Pop 100 en el número 32. En Australia, a pesar de llegar solamente al número 21, consiguió ser certificado oro.
| Lista (2007)                                      | Posición máxima |
| ------------------------------------------------- | --------------- |
| Alemania (Media Control Charts)                   | 59              |
| Australia (ARIA)                                  | 21              |
| Irlanda (Irish Singles Chart)                     | 47              |
| Nueva Zelanda (RIANZ)                             | 15              |
| Reino Unido Singles (The Official Charts Company) | 75              |
| Suiza (Media Control Charts)                      | 87              |
| Estados Unidos (Billboard Hot 100)                | 79              |
| Estados Unidos Hot R&B/Hip-Hop Songs (Billboard)  | 22              |
| Estados Unidos Pop Songs (Billboard)              | 32              |